# Adoretus palawanus
Adoretus palawanus är en skalbaggsart som beskrevs av Ohaus 1914. Adoretus palawanus ingår i släktet Adoretus och familjen Rutelidae. Inga underarter finns listade i Catalogue of Life.